# Instituto Politécnico da Guarda
O Instituto Politécnico da Guarda é uma instituição de ensino superior politécnico pública portuguesa, com sede na cidade da Guarda, onde se localizam três das suas quatro escolas superiores, e uma escola superior na cidade de Seia.
O Instituto é constituído pelas seguintes escolas:
- Escola Superior de Educação, Comunicação e Desporto
- Escola Superior de Saúde
- Escola Superior de Tecnologia e Gestão
- Escola Superior de Turismo e Hotelaria (Seia)

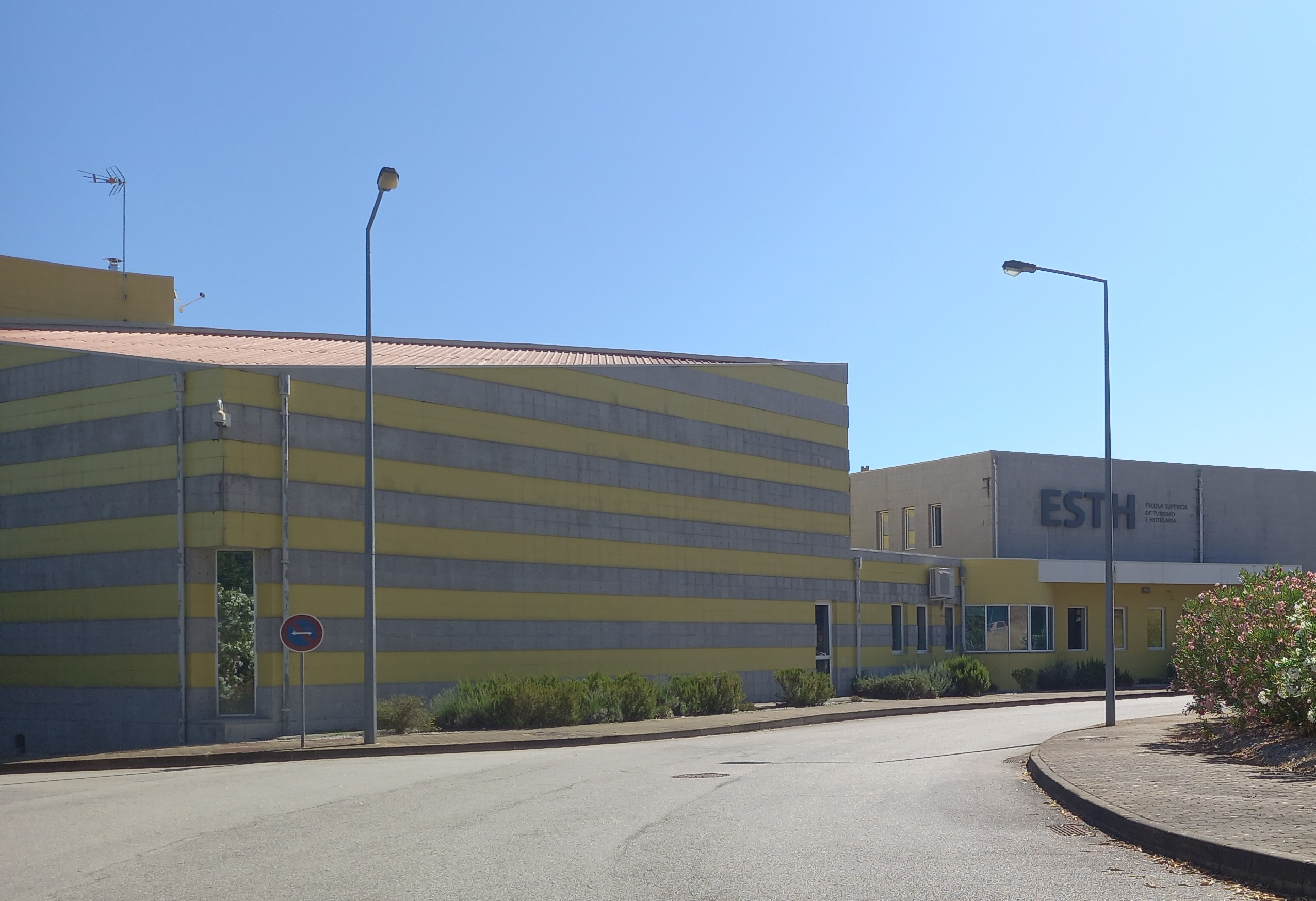
Escola Superior de Turismo e Hotelaria de Seia

## Guarda
Mais de oito séculos de história e um vasto património natural e cultural fazem da cidade mais alta de Portugal um local de visita obrigatória e uma referência da região Centro. A somar à história da cidade, e excelente qualidade de vida (Cidade Bioclimática Ibérica), a Guarda tem para oferecer uma imensa hospitalidade e uma gastronomia rica e variada.
A Guarda tem uma profunda tradição industrial ligada ao setor têxtil e automóvel, que conferem à cidade um importante posicionamento na economia regional e na articulação Ibérica. A boa situação geográfica do concelho e as boas acessibilidades fazem da Guarda um excelente local para o armazenamento e transporte de mercadorias de Portugal para o resto da Europa (e vice-versa).  Atualmente, a Guarda tem vários hotéis que aproveitam a proximidade com a Serra da Estrela, com as Aldeias Históricas e Aldeias de Montanha e com a região vinícola do Douro, que posicionam a Guarda como base ideal para a descoberta desses destinos.

## História
Se o ensino superior universitário, em Portugal, conta já com mais de 700 anos, o mesmo não acontece com o ensino politécnico, que é relativamente recente. A sua criação jurídica remonta aos inícios da década de 70, mais precisamente a meados de 1973, com a Lei nº 5/73, de 25 de julho.
Na Guarda, a primeira instituição de ensino superior foi a Escola Superior de Educação, criada em 1979 pelo Decreto-Lei nº 513 – T/79, de 26 de dezembro. A criação do Instituto Politécnico da Guarda verifica-se apenas em 1980, através do Decreto-Lei nº 303/80, de 16 de agosto, que cria também os Politécnicos de Leiria, Portalegre e Viana do Castelo.
Com a criação do Instituto Politécnico da Guarda, a Escola Superior de Educação passou, por força do artigo 2º do mesmo Decreto-Lei, a ser uma escola integrada.

Década de 1980
De 1983 a 1985, o Instituto Politécnico funcionou num modesto andar de três assoalhadas, situado no Largo de S. Francisco, na cidade da Guarda.
Em novembro de 1985, foi criada a Escola Superior de Tecnologia e Gestão da Guarda através do Decreto do Governo nº46/85 de 22 de novembro, passando o Instituto Politécnico a ter instalações condignas, apesar de provisórias. Após algumas obras de remodelação, foi num antigo edifício situado na Rua Comandante Salvador do Nascimento, onde anteriormente havia funcionado a Escola Industrial e Comercial da Guarda, que o Instituto Politécnico se instalou e funcionou, juntamente com as duas escolas: a de Educação e a de Tecnologia e Gestão.
Foi em 1986 que se definiu o local definitivo do Instituto Politécnico da Guarda, com a aprovação pela Assembleia Municipal da proposta de compra da Quinta do Zambito, cujo início das terraplanagens ocorreu durante o mês de agosto desse ano.
A partir de 1986, através da Portaria nº 598/86, de 13 de outubro, a Escola Superior de Educação passa a conferir os graus de bacharel em Educação Pré-Escolar, em Ensino Primário e o diploma do curso de Professores do ensino básico nas variantes de Educação Musical e de Educação Física.
Em 1987, através da Portaria nº 499/87, de 19 de junho, a Escola Superior Tecnologia e Gestão passa a conferir os graus de bacharel em Gestão Informática e Ciências da Computação, desdobrando-se o primeiro curso nos ramos de Contabilidade, Informática e Gestão e Gestão Empresarial e o segundo nos ramos de Análise de Sistemas e Programação e Informática Industrial. De acordo com a mesma portaria, todos os cursos deviam ter estágios no final de cada ano curricular, sendo a opção pelos ramos feita no final do 2º ano curricular.
Em julho de 1987, o IPG lançou a revista Educação e Tecnologia, tendo terminado em julho de 1998.
Em 14 de outubro de 1989, foram inauguradas as novas instalações da Escola Superior de Educação da Guarda, primeiro dos edifícios do futuro campus da Quinta do Zambito a ficar concluído.
Década de 1990
Em maio de 1990, a Escola Superior de Educação e a Escola Superior de Tecnologia e Gestão ganham novos cursos. À primeira foi autorizado o curso de estudos superiores especializados de Novas Tecnologias na Educação e a ESTG viu aprovados os cursos de Engenharia de Energia e Ambiente e Gestão Industrial e da Produção.
Em 1991, o Instituto Politécnico da Guarda é autorizado a abrir um Pólo na cidade de Seia conforme Portaria 456/91 de 28 de maio. Neste Pólo começam a funcionar no ano letivo 1991/92 os cursos de Gestão Informática e Professores Primários, seguindo-se-lhes outras formações e cursos, como Ciências da Computação, Engenharia Técnico-Comercial e Português/Inglês, num edifício recuperado pela Câmara Municipal, mesmo no centro da cidade.

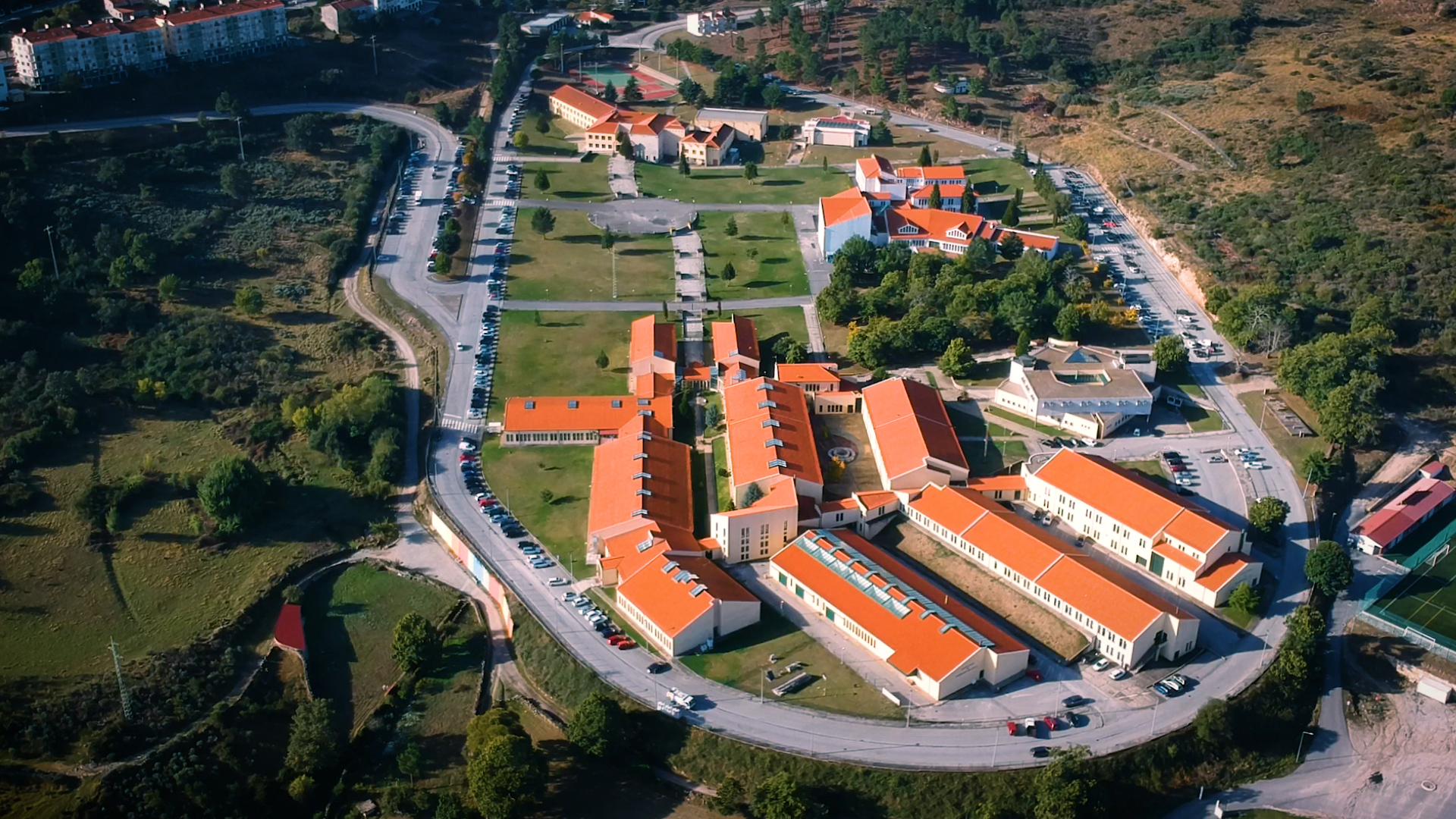
Campus Académico IPG.

No final do ano de 1991 estava pronto o edifício dos Serviços Centrais, entre a ESEG e a ESTG, abrindo aí a direção e a administração do Instituto, a secretaria geral, os serviços técnicos, a biblioteca central, o auditório, a cantina e o centro de audiovisuais. Fora do campus, mas dentro da cidade, estava já aberta uma residência estudantil feminina.
No último trimestre de 1993 foi inaugurada a piscina coberta situada no campus, destinada à aprendizagem e prática da natação. E em outubro de 1994 entrou em funcionamento uma nova residência de estudantes masculina e a sede dos Serviços de Ação Social do Instituto Politécnico da Guarda.
A 25 de novembro de 1994, são publicados no Diário da República nº 273 I Série-B, de 25 de novembro, os estatutos do Instituto Politécnico da Guarda, aprovados pelo Despacho Normativo 765/94, terminando assim o período da comissão instaladora. O IPG é uma pessoa coletiva de direito público, dotada de autonomia estatutária, científica, pedagógica, administrativa, financeira, disciplinar e patrimonial. Com a publicação dos Estatutos, ficava também marcada a data da primeira Assembleia Geral para eleger o primeiro Presidente. Os estatutos definiam também a nova simbologia do IPG.
Em 24 de fevereiro de 1995, foram realizadas as referidas eleições sendo eleito o Professor Álvaro Bento Leal para Presidente do Instituto Politécnico da Guarda. A sua eleição foi homologada pelo despacho n.º 39/ME/95 de 4 de maio. 
Em fevereiro de 1995 foram aprovados em Assembleia Estatutária os estatutos da Escola Superior de Tecnologia e Gestão. Também no início de 1995 entrou em funcionamento uma segunda cantina junto às residências de estudantes situadas no centro da cidade.
No início de 1996, entrou em funcionamento no centro da cidade a segunda residência de estudantes feminina.
Em janeiro de 1997 é aprovado o quadro de pessoal docente da Escola Superior de Educação da Guarda, através da Portaria nº 14/97 de 4 de janeiro.
Em 14 de julho de 1999, com a publicação do Decreto-Lei nº 264/99 foi criada a Escola Superior de Turismo e Telecomunicações de Seia. 
Década de 2000
Em 12 de julho de 2000, foi inaugurado o novo edifício da Biblioteca geral do Instituto Politécnico da Guarda, situado no campus da Quinta do Zambito.
Em outubro de 2000, entrou em funcionamento a segunda residência masculina situada no centro da cidade, junto às restantes residências de estudantes; e tiveram início as atividades letivas na Escola Superior de Turismo e Telecomunicações com o funcionamento da licenciatura bietápica em Turismo.
Em março de 2001, a Escola Superior de Enfermagem da Guarda foi integrada no Instituto Politécnico da Guarda pelo Decreto-Lei n.º 99/2001, publicado no Diário da República n.º 74, I Série-A, de 28 de março de 2001, estando sediada em instalações próprias junto ao Hospital Distrital da Guarda.
Em 2005, a Escola Superior de Enfermagem da Guarda, herdeira da antiga Escola de Enfermagem da Guarda, iniciada em julho de 1965, integrada no ensino superior politécnico em 1988, foi convertida em Escola Superior de Saúde da Guarda, pela Portaria n.º 235/2005, de 3 de março.
Em 2007, foi criada a Unidade de Investigação para o Desenvolvimento do Interior (UDI) do Instituto Politécnico da Guarda, uma unidade orgânica de formação, investigação e desenvolvimento integrada do Instituto Politécnico da Guarda.
Ainda em 2007, surgiu a revista Egitânia Sciencia, uma publicação periódica que materializa a permanente preocupação de apoiar a atividade de investigação e fomentar a investigação nos domínios da didática, pedagogia, cultura e técnica.
Em 2008, pelo Despacho Normativo n.º 48/2008, de 4 de setembro, são homologados os Estatutos do Instituto Politécnico da Guarda, revistos nos termos do novo regime jurídico das instituições do ensino superior (Lei n.º 62/2007, de 10 de setembro), assentando a estrutura orgânica num novo sistema de órgãos, composto pelo Conselho Geral; Presidente; Conselho de Gestão; Conselho Superior de Coordenação; Conselho para a Avaliação e Qualidade e Provedor do Estudante.
Em 2008, os novos Estatutos do Instituto Politécnico da Guarda (Despacho Normativo n.º 48/2008 do Diário da República, 2.ª série – N.º 171, de 4 de setembro de 2008) determinaram a mudança do nome das: Escola Superior de Turismo e Telecomunicações para Escola Superior de Turismo e Hotelaria; Escola Superior de Educação para Escola Superior de Educação, Comunicação e Desporto. 
Década de 2010
Em 25 de novembro de 2010 começou a exercer funções o primeiro Provedor do Estudante do IPG.
O IPG, no domínio da cooperação Científica, Pedagógica e Cultural, dimensionou-se não só à escala nacional, mas também internacional, salientando-se aqui dezenas de protocolos estabelecidos com instituições nacionais e estrangeiras.
Enquanto instituição de ensino superior, podemos sintetizar que o IPG, para além de formar professores e técnicos em diversas áreas e domínios do saber, desenvolve, no âmbito da sua atividade, projetos de investigação científica, colabora com numerosas instituições suas congéneres, presta serviços à comunidade e contribui para o desenvolvimento regional que é uma das essências do ensino politécnico.

## Presidentes do Politécnico da Guarda
- Avelino Hermenegildo Passos Morgado (1983-1985)
- João Bento Raimundo (1985-1994)
- Alberto Martins da Fonseca (1994-1995)
- Álvaro Bento Leal (1995-1998)
- José Augusto Alves (1998-2000)
- Jorge Manuel Monteiro Mendes (2001-2010)
- Constantino Mendes Rei (2010-2018)
- Joaquim Manuel Fernandes Brigas (2018 até à presente data)

## Oferta formativa
CTeSP
Os Cursos Técnicos Superiores Profissionais são formações de Ensino Superior, de duração mais curta que a licenciatura, e com uma componente de formação geral, técnica e científica que se desdobra em contexto de trabalho pela inclusão de um estágio profissional com a duração de um semestre.
Oferecerem uma experiência prática através de uma ligação direta ao mercado de trabalho e ainda deixam em aberto a possibilidade de prosseguir o percurso académico para a Licenciatura. Os Cursos Técnicos Superiores Profissionais correspondem ao nível 5 do Quadro Nacional de Qualificações.

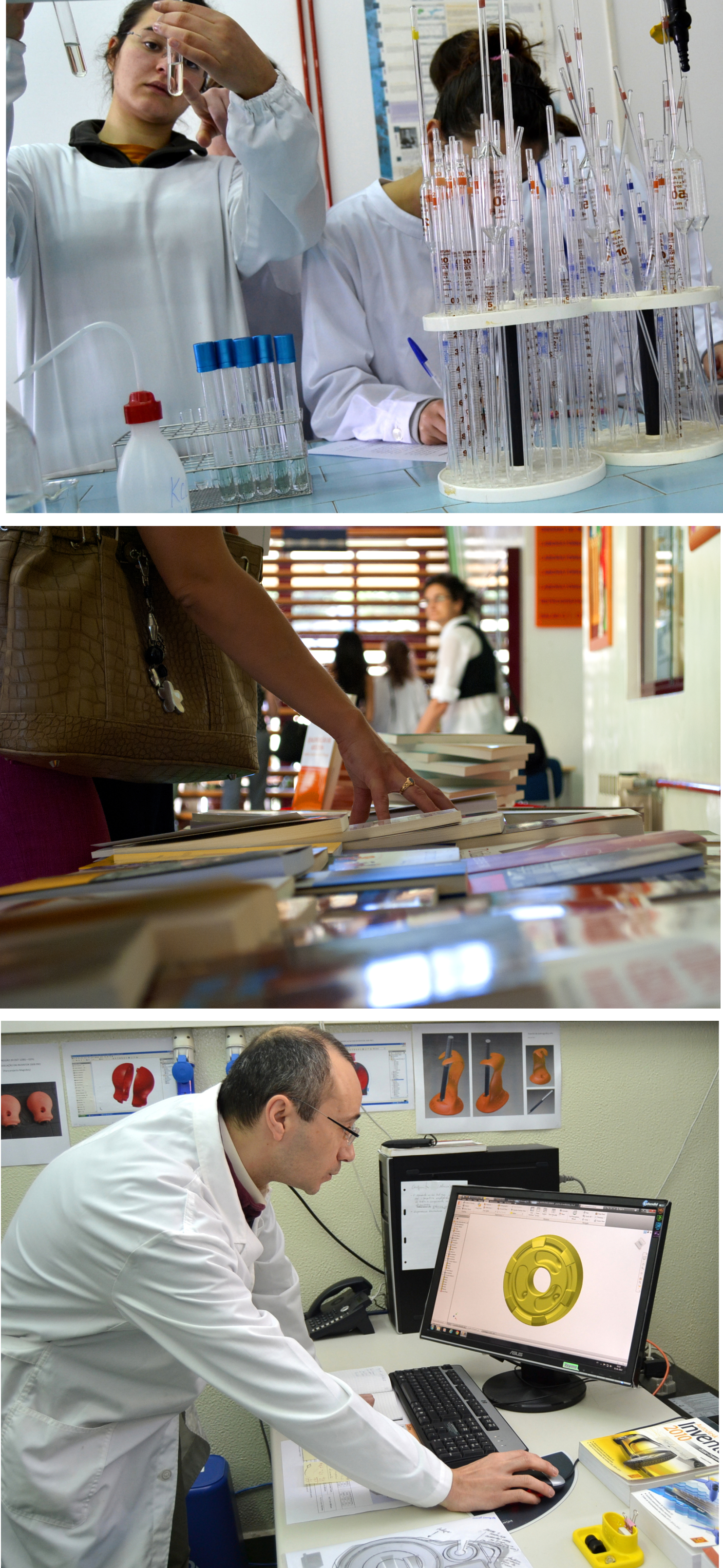

- Acompanhamento de Crianças e Jovens
- Análise de Dados
- Bioanálises e Controlo
- Cadastro Predial
- Cibersegurança
- Comunicação Digital
- Comunicação, Protocolo e Organização de Eventos
- Construção Civil e Obras Públicas»
- Contabilidade e Fiscalidade
- Cozinha e Produção Alimentar
- Desenvolvimento de Aplicações Informáticas
- Design e Fabrico Digital
- Desportos de Montanha
- Educação de Adultos
- Educação e Tecnologias da Informação e Comunicação
- Energias Renováveis e Eficiência Energética
- Gerontologia
- Gestão de Informação Geoespacial
- Gestão e Comércio Internacional
- Gestão e Inovação de Produtos Endógenos
- Gestão Clínica Administrativa
- Gestão de Alojamentos Turísticos
- Guias de Natureza
- Indústria Automóvel
- Infraestruturas de Cloud, Redes e Data Center
- Logística
- Manutenção e Reparação Automóvel
- Manutenção Industrial Eletromecatrónica
- Metalomecânica e Fabrico Computorizado
- Multimédia e Artes Performativas
- Relações Interculturais e Intervenção Social
- Relações Públicas para o Turismo
- Repórter de Som e Imagem
- Riscos e Proteção Civil
- Testes de Software
- Treino Desportivo
- Turismo de Saúde e Bem-Estar

Licenciaturas
O Politécnico da Guarda tem uma oferta formativa diversificada e integradora. Num campus de partilha e diversidade, dotado das mais modernas tecnologias e com amplos recursos, cruzam-se as áreas de saber mais estabelecidas com aquelas que um futuro em mudança nos exige. Sempre com um olhar e sensibilidade especial para as necessidades dos alunos e da região, ajudando assim a reunir as ambições de uns com o potencial de outro.
- Animação Sociocultural
- Biotecnologia Medicinal
- Comunicação e Relações Públicas
- Comunicação Multimédia
- Contabilidade
- Design de Equipamento
- Desporto
- Desporto, Condição Física e Saúde
- Educação Básica
- Energia e Ambiente
- Enfermagem
- Engenharia Civil
- Engenharia Informática
- Engenharia Topográfica
- Farmácia
- Gestão
- Gestão de Recursos Humanos
- Gestão Hoteleira
- Marketing
- Mecânica e Informática Industrial
- Restauração e Catering

- Turismo e Lazer

Mestrados
O Politécnico da Guarda coloca à disposição dos licenciados um diversificado e estimulante leque de Mestrados, com especial ênfase nas áreas do conhecimento em que tem reconhecida experiência acumulada e em que possui capacidade científica mais avançada. Afinal, a licenciatura é uma licença para ir mais longe.
- Ciências Aplicadas à Saúde
- Ciências do Desporto
- Computação Móvel
- Construções Civis
- Educação Pré-Escolar e Ensino do 1º Ciclo do Ensino Básico
- Enfermagem Comunitária
- Enfermagem de Saúde Infantil e Pediatria
- Gestão
- Gestão e Sustentabilidade no Turismo
- Marketing e Comunicação
- Sistemas Integrados de Gestão (Ambiente, Qualidade, Segurança, Responsabilidade Social)

Pós-graduações
O Politécnico da Guarda, em colaboração com entidades regionais relevantes, mantém um programa de Pós-Graduações e Formação Especializada dedicado a todos os que, tendo formação académica ou profissional em áreas específicas, procuram ampliar e consolidar as suas qualificações
- Enoturismo
- Gestão de Projetos
- Logística para Profissionais & Executivos

## Investigação e Prestação de Serviços
Desenvolve também atividades nos domínios da investigação (quer nas Escolas, quer na unidade de I&D), da transferência e valorização do conhecimento científico e tecnológico, da prestação de serviços à comunidade, de apoio ao desenvolvimento e de cooperação em áreas de extensão educativa, cultural e técnica. 

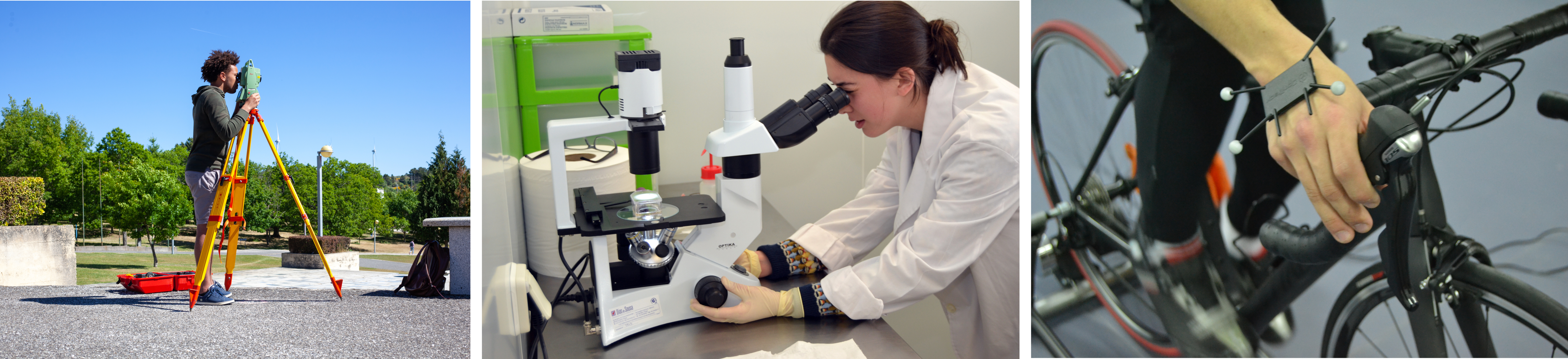
Investigação IPG.

- Unidade de Investigação para o Desenvolvimento do Interior
- Centro de Eletrotecnia e Energia
- Centro de Potencial e Inovação de Recursos Naturais
- Laboratório de Monitorização e Investigação Ambiental
- Laboratório de Avaliação do Rendimento Desportivo Exercício Físico e Saúde
- Laboratório de Geotecnia (I e II)
- Laboratório de Química e Materiais
- Laboratório de Prototipagem e Fabrico Digital
- Laboratório de Sistemas de Informação
- Laboratório de Robótica
- Laboratório de Climatização e Ambiente
- Centro Interativo de Línguas e Culturas
- Bibliotecas
- Gabinete de Formação, Cultura e Desporto
- Gabinete de Informação e Comunicação
- Centro Formação Contínua de Professores
- IPGym
- Serviços de Restauração e Catering

## Ação Social
Os Serviços de Ação Social estão dotados de 5 residências, com capacidade para 438 camas, nas cidades da Guarda e Seia. A política orientadora para este setor procura dar prioridade absoluta aos alunos bolseiros mais carenciados. Todas as Residências têm quartos individuais, duplos e triplos com casa de banho privativa à exceção da Residência Masculina II que só tem quartos individuais e duplos. Todos os pisos de cada Residência estão dotados de cozinha e sala de estudo devidamente equipadas.  
As Residências dispõem ainda de serviços tais como: aquecimento central; limpeza aos quartos e espaços comuns; roupa e atoalhados; lavandaria geral e self-service; telefone nos quartos e telefone público, segurança/vigilância e internet.
O Setor de Alimentação dos Serviços de Ação Social tem em funcionamento três cantinas sob administração direta e um serviço de grelhados, os quais funcionam de 2ª a 6ª feira. São confecionados pratos de carne, peixe e vegetariano (um à escolha). 

## Mobilidade e Cooperação
O Gabinete de Mobilidade e Cooperação tem como principal objetivo estabelecer laços de cooperação académica, científica e cultural com instituições congéneres estrangeiras.  
Neste sentido, tem investido, de modo crescente, não só na participação em vários programas comunitários de apoio ao ensino superior, nomeadamente os Programas ERASMUS, COMENIUS (Assistente de Língua) e LINGUA (implementação de projetos interinstitucionais), mas também em acordos de cooperação académica, científica e cultural com outros países, nomeadamente com o Brasil, e na coordenação da execução do programa de mobilidade interna entre institutos politécnicos VASCO da GAMA.

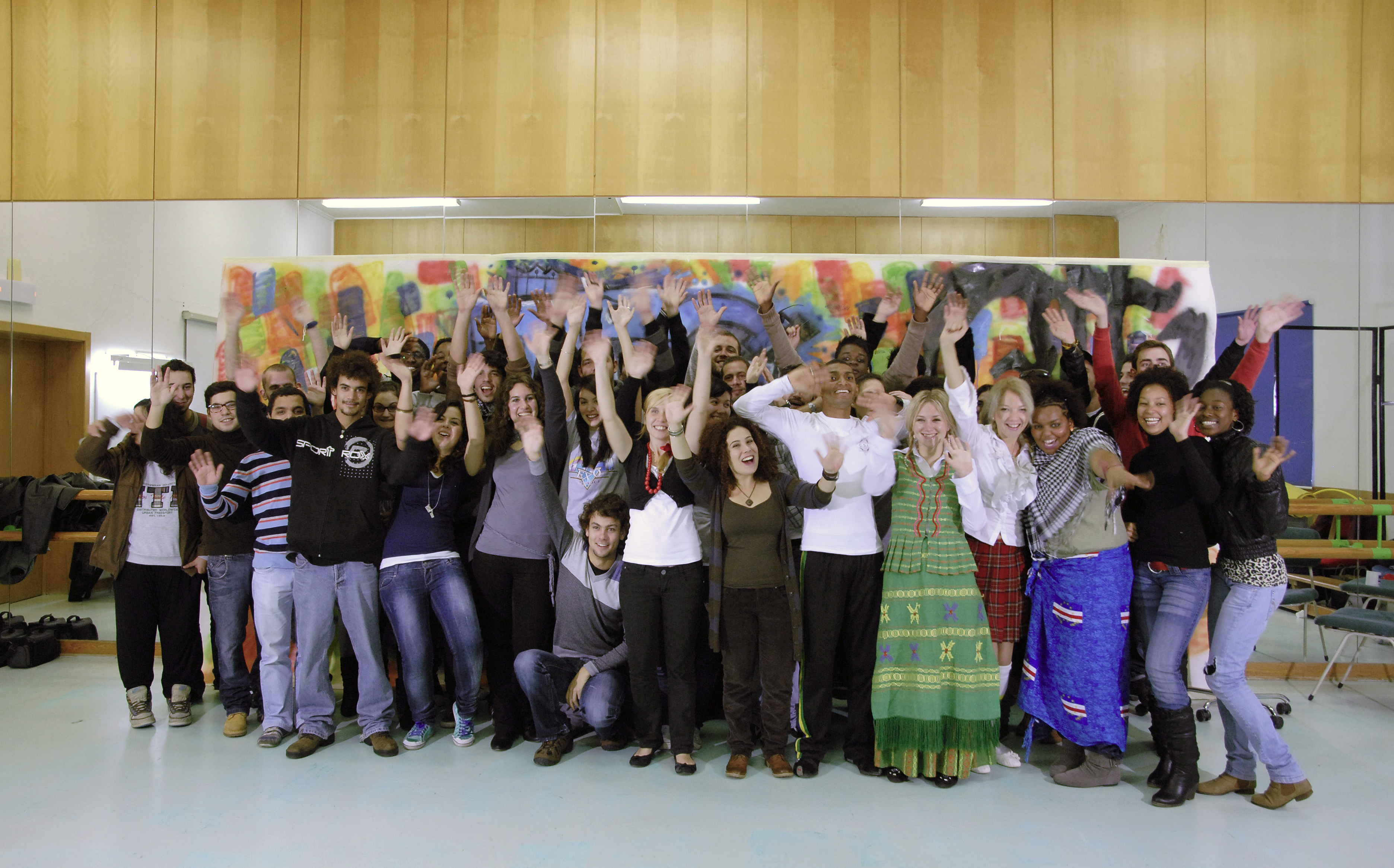

## Garantia da Qualidade
A Agência A3ES - Agência de Avaliação e Acreditação do Ensino Superior Português certificou o Sistema Interno de Garantia da Qualidade (SIGQ) do Instituto Politécnico da Guarda em 2014. O IPG tornou-se assim uma das primeiras Instituições de Ensino Superior Politécnico com um SIGQ certificado e a ver reconhecido o trabalho desenvolvido, nos últimos anos, na área da qualidade e da harmonização institucional de procedimentos. 
Neste contexto, o IPG detém a totalidade dos seus cursos acreditados, o que confere à Instituição, o reconhecimento e prestígio no ensino superior público português. 
O Gabinete de Avaliação e Qualidade centra a sua atuação estratégica na implementação de uma cultura de qualidade no IPG, no apoio aos processos de autoavaliação e avaliação externa dos ciclos de estudos. Promove, de forma sistemática a avaliação do processo de ensino aprendizagem, num processo participado com a comunidade, no intuito de uma melhoria contínua da sua formação e serviços.  

## Desporto e Cultura
O Politécnico da Guarda é uma Instituição com uma larga participação nas atividades da Federação Académica do Desporto Universitário, com um nível de notoriedade alcançado através dos resultados obtidos, fruto da sua organização e trabalho coletivo. 
Detém para o efeito 1 Polidesportivo, aberto a toda a comunidade académica, 2 ginásios, 1 piscina coberta, 1 pavilhão multiusos e 1 campo de futebol.
Modalidades praticadas
Futsal Masculino; Futsal Feminino; Futebol 11; Basquetebol; Andebol Masculino; Andebol Feminino. 